# Університет Анже
Університет Анже (фр. Université d'Angers) — французький університет, що належить до академії Нанта. Заснований у 1971 році.

## Історія
Історія університету починається в середні віки, коли король Франції Карл V своїм указом засновує Університет права, теології та медицини. В 1462 році офіційно визнаний папою римським Євгенієм IV. В 1875 році університет відроджується як Західний Католицький Університет. В 1971 році Анже перетворюється на сучасний університет на базі університетського наукового центру (1958), технологічного університетського інституту (1966), юридичного університетського коледжу, філологічного університетського коледжу. Таким чином, зараз у Анже представлені два університети: державний університет Анже та приватний Західний Католицький Університет.

## Структура
До складу університету Анже входять 6 факультетів, технологічний інститут та інженерна школа.

### Факультети
- Факультет мов, філології та гуманітарних наук.
- Факультет права, економіки та управління.
- Факультет точних наук.
- Факультет медицини.
- Факультет фармацевтики та інженерії здоров'я.
- IMIS-ESTHUA-ITBS — Інститут технічного обслуговування нерухомості та безпеки, вища освіта у сфері туризму та готельного бізнесу, туризму інженерія, будівель і сфери послуг.